# Alireza Rezaei
Alireza Rezaei, persisch علیرضا رضایی, (* 11. Juli 1976 in Teheran) ist ein iranischer Ringer.
Bei den Olympischen Sommerspielen 2004 in Athen trat er im 120-kg-Freistil der Männer an und gewann die Silbermedaille.